# Сражение при Сатале
Сражение при Сатале — сражение во время ирано-византийской войны 526—532 гг. между армиями Византийской империи и Сасанидского Ирана, произошедшее летом 530 года в византийской Армении недалеко от города Сатала. 

Ирано-византийская граница в 4-7 веках

Весной 530 года иранское нападение на византийскую провинцию Месопотамия закончилось поражением в сражении при Даре. Однако в это же время персы покорили Кавказскую Иберию и напали на Лазику. Шашиншах Кавад I решил воспользоваться выгодной ситуацией и направить армию в византийскую Армению. Для этой задачи он выбрал полководца Михр-Михрое (Мермероеса).
Как только Михр-Михрое собрал всю свою армию, он вторгся на территорию Византии. Обойдя Феодосиополь (совр. Эрзерум), он двинулся к Сатале и разбил лагерь в пределах досягаемости стен крепости. Византийские войска, по словам Прокопия Кесарийского, примерно в два раза уступали по силе персидским. Военачальник ромеев Ситтас с несколькими тысячами человек занял холмы вокруг города, в то время как основная часть войск с Дорофеем осталась внутри стен крепости.
На следующий день персы двинулись вперед и начали окружать крепость, приступив к её осаде. Выждав момент, Ситтас и его люди выскочили из холмов. Из-за большого количества поднятой пыли персы приняли отряд Ситтаса за основные силы, поэтому быстро перестроились и двинулись на атакующих. В это время Дорофей приказал своим людям, выйдя из крепости, атаковать фланг войск сасанидов. Несмотря на неудачное тактическое положение, благодаря своему численному превосходству иранская армия продолжила сопротивляться. Но затем отряд Флорентия Фракийца атаковал персидский центр, и в результате был захвачен штандарт Михр-Михроя. Сам иранский полководец был убит. По словам Прокопия Кесарийского, потеря штандарта вызвала большую панику в рядах персов, которые отступили в свой лагерь.
На следующий день иранская армия отступила в Персармению, не преследуемая византийцами. Победа ромеев в сражении побудила некоторых армян перейти на сторону империи. Византийца также удалось захватить некоторые важные крепости, такие как Болум и Фарангиум. 